# كيفن وات
كيفن وات (بالإنجليزية: Kevin Watt)‏ هو لاعب كرة قدم بريطاني في مركز الهجوم، ولد في 1 أكتوبر 1989 في بلزهيل ‏ في المملكة المتحدة. لعب مع بونيس يونايتد ونادي ألبيون روفرز ونادي كلايد.

## وصلات خارجية
- كيفن وات على موقع قاعدة بيانات كرة القدم.إي يو (الإنجليزية)
- كيفن وات على موقع Soccerbase.com (لاعب) (الإنجليزية)